# 1549 az irodalomban
Az 1549. év az irodalomban.

## Új művek

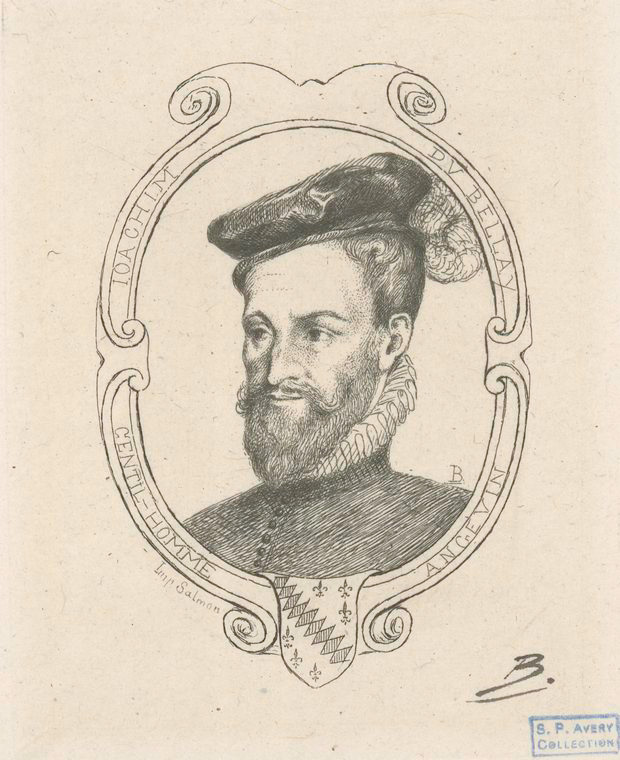
Joachim du Bellay

- Joachim du Bellay (1522-1560) publikálja a Pléiade költői csoport programját: Défense et illustration de la langue française (A francia nyelv védelme és dicsérete)  [vagy: 'illusztrációja, feldíszítése'] című vitairatát; 
  - és szonettgyűjteményét: L'Olive
- Friedrich Dedekind német költő tankölteménye: Grobianus.
- Giovan Battista Gelli itáliai humanista író „filozófiai dialógusa az állattá változtatott emberről”: La Circe.[1]

## Halálozások

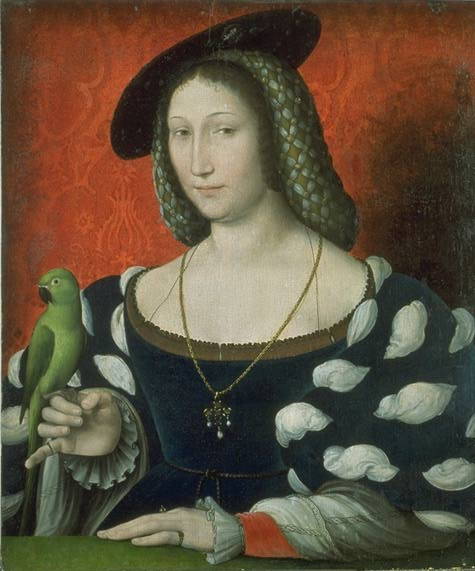
Navarrai Margit

- január 23. – Johannes Honterus erdélyi szász humanista, polihisztor, lutheránus reformátor, pedagógus, könyvkiadó (* 1498)
- január 28. – Élie Lévita zsidó humanista, filológus, a maszóra tudósa, jiddis nyelven író költő (* 1469)
- március 25. – Veit Dietrich német teológus, író, reformátor (* 1506)
- december 21. – Navarrai Margit francia királyi hercegnő, később navarrai királyné, írónő, a halála után Heptameron címen kiadott (1559) novellagyűjtemény szerzője (* 1492)
- 1549. után – Szkhárosi Horvát András református prédikátor, a reformáció korának énekszerzője (* ?)